# Saguinus kulina
Saguinus kulina is een zoogdier uit de familie van de klauwaapjes (Callitrichidae). De wetenschappelijke naam van de soort werd voor het eerst geldig gepubliceerd door Lopes et al. in 2023.

## Voorkomen
De soort komt voor in Brazilië.